# Hauptstraße 40 (Bergheim)

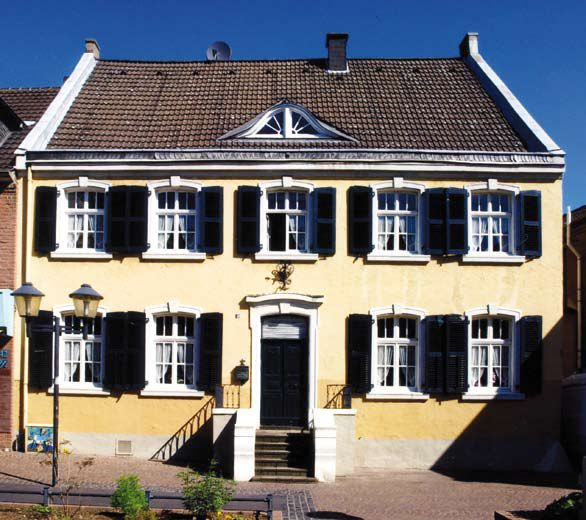
Das Haus Hauptstr. 40

Das Haus Hauptstraße 40 (früher Gasthof „Zum Herzog von Wellington“ genannt) ist ein denkmalgeschütztes Gebäude, welches sich in der Innenstadt der Kreisstadt Bergheim im Rhein-Erft-Kreis befindet.

## Baugeschichte und Nutzung
Ein Haus, das aufgrund seiner prächtigen Fassade gleich den Blick des Besuchers auf sich zieht, ist das Haus Nr. 40 in der Kreisstadt Bergheim, welches Ende des 18. Jahrhunderts erbaut wurde. Im Jahre 1799 wohnte in diesem Haus der jüdische Arzt Emanuel Levi mit seiner Familie. Nach dem Fortzug der Familie aus Bergheim wurde das Anwesen zu einem Gasthof umgebaut. Es soll zunächst den Namen „Hotel Stadt Paris“ getragen haben. So soll im Frühjahr 1815 der englische Herzog von Wellington, der Sieger über Napoleon, hier eingekehrt sein.
Seit diesem Ereignis erhielt der Gasthof den Namen „Zum Herzog von Wellington“. Mit dem Gasthof war zeitweise auch das zur Erft hin gelegene Nachbarhaus verbunden. In ihm unterhielt der Besitzer des Hauses „Zum Herzog von Wellington“ großzügige Stallungen für Pferde, eine Remise wie auch einen geräumigen Tanzsaal. Den Gasthof kaufte der Tierarzt und spätere Bürgermeister von Bergheim, Gottfried Füssenich. Spätestens 1848 ist er hier in Bergheim nachweisbar. Sein Sohn Karl Adolf Füssenich war der erste Geschichtsschreiber der Stadt Bergheim.